# باولو فيتور باريتو دي سوزا
باولو فيتور باريتو دي سوزا (بالبرتغالية:Paulo Vitor Barreto de Souza) الشهير باسم باريتو (مواليد 12 يوليو 1985 في ريو دي جانيرو - البرازيل) لاعب كرة قدم برازيلي يلعب حاليا لصالح نادي الدرجة الأولى باري الإيطالي منذ 2008 في مركز المهاجم كما يجيد اللعب في مركز الجناح الأيمن والأيسر . .

## روابط خارجية
- باولو فيتور باريتو دي سوزا على موقع قاعدة بيانات كرة القدم.إي يو (الإنجليزية)
- باولو فيتور باريتو دي سوزا على موقع Soccerway.com (الإنجليزية)
- باولو فيتور باريتو دي سوزا على موقع عالم كرة القدم.نت (الإنجليزية)
- باولو فيتور باريتو دي سوزا على موقع كووورة